# Pterolophia aethiopica
Pterolophia aethiopica là một loài bọ cánh cứng trong họ Cerambycidae.